# Festuca grandiaristata
Festuca grandiaristata är en gräsart som beskrevs av Markgr.-dann. Festuca grandiaristata ingår i släktet svinglar, och familjen gräs. Inga underarter finns listade i Catalogue of Life.